# Acolutha bicristipennis
Acolutha bicristipennis là một loài bướm đêm trong họ Geometridae.